# Tythothyris rosimarginata
Tythothyris rosimarginata är en armfotingsart som beskrevs av Zezina 1979. Tythothyris rosimarginata ingår i släktet Tythothyris och familjen Terebrataliidae. Inga underarter finns listade i Catalogue of Life.